# Ranj Singh
Ranjit "Ranj" Singh (Medway, Kent, 26 de junio de 1979) es un doctor, presentador de televisión, autor y columnista británico. Es más conocido por cocrear y presentar el programa de CBeebies, Get Well Soon, de 2012 a 2015. También aparece en el programa de ITV, This Morning, como médico residente, además de ser copresentador de Save Money: Good Health junto a Sian Williams.

## Primeros años
Singh nació en Medway, Kent Inglaterra. Es de una familia sijista y sus padres son originarios de Punjab, India. Se mudó a Londres para asistir a la universidad y ha vivido allí desde entonces.

## Carrera
Singh es un clínico del NHS, se formó en Londres y trabajó en varios hospitales de renombre. Especializado en salud infantil, Singh se convirtió en miembro de The Royal College of Pediatrics and Child Health en 2007. Continúa trabajando en el NHS y se especializa en medicina pediátrica de emergencia.
De 2012 a 2015, Singh presentó Get Well Soon en CBeebies, que cocreó con Kindle Entertainment. En 2016, el programa recibió un premio BAFTA para niños en la categoría «Interactive - Adapted».
Actualmente aparece en This Morning como un médico residente. El 20 de julio de 2018, fue presentador invitado en el programa, junto a Vanessa Feltz.
Es copresentador del programa de ITV de horario estelar, Save Money: Good Health, junto a Sian Williams.
También ha contribuido a una variedad de otros programas como Inside Out de la BBC, Channel 5 News y Good Morning Britain de ITV. En 2017, ganó Pointless Celebrities de la BBC, junto con la Dra. Hilary Jones.
Además de esto, Singh es autor de dos libros educativos para niños con Oxford University Press: Food Fuel y Skelebones, y es columnista de las revistas Attitude y NetDoctor.
En agosto de 2018, se anunció que Singh sería un concursante en la serie 16 de Strictly Come Dancing, siendo emparejado con la bailarina profesional Janette Manrara. Ellos fueron la sexta pareja eliminada de la competencia, quedando en el décimo puesto.

## Vida personal
Singh es gay. Discutió su sexualidad en una entrevista para Attitude en 2016.